# Сыендук
Сыенду́к (настоящее имя — Дми́трий Алекса́ндрович Ка́рпов; род. 13 апреля 1993, Тула) — российский видеоблогер, актёр озвучивания и дубляжа, переводчик, бизнесмен. В декабре 2019 года компания Google назвала его пародийное анимационное видео на «Фиксиков» — «Чинилы и Большой Секрет» — самым популярным видео в 2019 году на русском YouTube.

## Биография
Родился 13 апреля 1993 года в Туле. С детства мечтал заниматься анимацией. Учась в школе, переводил и озвучивал аниме-сериал «Соник Икс» по субтитрам, а затем выкладывал свои работы на тематических форумах. Благодаря этому увлечению ему удалось освоить монтаж, однако он занимался этим исключительно как хобби, не думая о прибыли. Постепенно хобби превратилось в источник дохода.
Окончил Тульский государственный университет по специальности «PR-менеджер».

## Творчество

Сыендук на фестивале «Бигфест 2018»

В мае 2010 года открыл канал «Сыендук». В начале своего творчества на YouTube выкладывал анимационные работы про Ежа Соника.

Летом 2012 года узнал о выходе первых серий сериала «Гравити Фолз» на английском языке и полностью сосредоточился на нём. Первое время озвучивание «Гравити Фолз» осуществлялось по русским субтитрам, созданными переводчиками-любителями. 
Мне приходилось многое исправлять, искать значение идиом в интернете и подбирать им аналог на русском языке. Что-то вроде пазла. А потом я нашёл, где взять английские субтитры, и начал переводить прямо в процессе озвучки, чтобы сэкономить время и чтобы озвучка выходила раньше субтитров. Озвучание из-за этого могло затягиваться до 3-4 часов на 20-минутный эпизод, но я получал искреннее удовольствие от процесса.
 Работа над озвучиванием «Гравити Фолз» не только принесла Карпову известность, но и значительно обогатила его профессиональный опыт.
С декабря 2013 года начал озвучивать анимационный сериал «Рик и Морти». В сентябре 2014 года телеканал «2x2» закупил его озвучку и начал транслировать сериал. Начиная с 4 сезона начал озвучивать сериал непосредственно для телеканала.
С весны 2017 года стал сотрудничать с издательством «Комильфо», работая редактором перевода издаваемых комиксов по «Рику и Морти». С 15 сентября 2018 по 18 декабря 2020 года — закадровый голос обзорной передачи в формате screenlife «Эпик файлы 2х2». Первый сезон выпускался совместно с издательским домом «Мамихлапинатана», впоследствии проект производился собственными усилиями телеканала «2х2».
В декабре 2018 года открыл магазин Geek Trip, помещение которого было арендовано в Санкт-Петербурге.
В начале мая 2020 года вместе с Егором Лоскутовым запустил анимационное скетч-шоу «Я это уже видел», в первом выпуске которого приняли участие Данила Поперечный и Александр Гудков.
В апреле 2021 года стал куратором направления «взрослая анимация» сервиса «Кинопоиск». В октябре 2023 года в онлайн-кинотеатре «КиноПоиска» был запущен мультсериал «Объяснялкины» Егора Лоскутова. Сыендук выступил одним из продюсеров и озвучил двух главных героев — Деда и Отца.
В середине мая 2022 года начался новый сериал «Попкульт», обозревающий игры, анимации, кино, комиксы и технологий через призму ностальгии, чтобы понять как формировалась современная индустрия развлечений. По словам самого Сыендука, сказанными в сериале, «Попкульт» — это гик-версия «Намедни» Леонида Парфёнова. В марте 2023 года в онлайн-кинотеатре «КиноПоиск» появилась страница проекта.
В конце мая 2024 года Сыендук представил первый эпизод своего мультсериала «Плохой Маскот», где также озвучил главного героя. Сам мультсериал был анонсирован ещё в 2021 году.

## Резонансные ситуации

### Скандал в СМИ
В октябре 2016 года персону Сыендука стали широко обсуждать в СМИ. Причиной этому послужило юмористическое видео, выложенное им на своём втором канале «сыс тв», где ведущий капитал-шоу «Поле чудес» Леонид Якубович якобы комментирует бой в Ultimate Mortal Kombat 3. В своём видеоролике Сыендук использовал фразы Леонида Якубовича из шоу. По словам журналистов, Якубович якобы назвал авторов ролика «ущербными» похитителями его интеллектуальной собственности.
«Я не убежден, что можно подать в суд. В этом смысле у нас довольно странное законодательство. Я несколько раз сталкивался с подобным. Они используют мое лицо, например, на торговых марках. Я знаю, где и кто, но ничего сделать не могу — мое лицо мне, оказывается, не принадлежит вообще, если не зарегистрировано как торговый знак», — заключил Якубович.
В ответ на это Сыендук выпустил видео, где резко высказывается в адрес «жёлтой» прессы. Он призвал своих подписчиков анализировать информацию и не поддаваться на провокации.

### Критика татарского мультфильма «Вәли»
В конце апреля 2017 года Сыендук жёстко раскритиковал пилотный эпизод татарского мультсериала «Вәли» (татар. имя Вали), рассказывающего о мальчике, которого родители отправляют в деревню к бабушке учить татарский язык. Сыендук назвал проект нелогичным и обвинил авторов в плагиате мультсериала «Гравити Фолз». После публикации ролика Сыендука, набравшего за сутки на YouTube миллионы просмотров, и последовавшего за ним шквала комментариев на официальной странице «Вәли» во «ВКонтакте» авторы мультфильма вступили в полемику и попытались доказать необоснованность обвинений. Мнения пользователей в данном споре разделились, так как некоторые из них сочли высказывания Сыендука невежественными и обидными для татарского народа, но большинство поддержало его.

## Общественная позиция
26 марта 2017 года участвовал в антикоррупционных протестах в Туле. По собственному признанию, на выборы ни разу не ходил.
23 января 2021 года был задержан в ходе протестных акций на Невском проспекте в Санкт-Петербурге. В тот же день был отпущен без составления протокола.

## Фильмография

### Дубляж и закадровое озвучивание
- 2014—н. в. — Рик и Морти — все роли (закадровое озвучивание)
- 2016 — Angry Birds в кино[39] — Росс
- 2016 — Полный расколбас[40] — Даррен
- 2017 — Самурай Джек (5 сезон) — вороны (4 серия) (закадровое озвучивание студии «Jaskier»)
- 2018 — Ривердейл (1 сезон)[41] — Джагхед Джонс (Коул Спроус) (закадровое озвучивание для телеканала «Пятница!»)
- 2020 — Скрестив мечи[42] — все мужские роли (закадровое озвучивание для видеосервиса more.tv)
- 2021 — Ближе некуда (1, 2 сезоны)[43] — Джош Синглтон (закадровое озвучивание для видеосервиса «КиноПоиск HD»)
- 2021 — Космический джем: Новое поколение — Рик и Морти
- 2021 — Жучары[фр.] (2018) — все роли (закадровое озвучивание для телеканала «2x2»)
- 2022 — Атака титанов (2013—2023) — Конни (дубляж студии double.rec / DEEP)
- 2022 — Not For Broadcast — Барри Лардонс, специалист по науке, мастер
- 2022 — Соник 2 в кино — ёж Соник[44]
- 2024 — Наклз — ёж Соник (в дубляже RHS)
- 2024 — Соник 3 в кино — ёж Соник (в дубляже Flarrow Films)
- 2025 — Deltarune (3 глава)[45] — Мистер "Ант" Тенна (в дубляже LazyDesman)

Пробовался на заглавного героя фильма «Соник в кино» на студии «Пифагор», но заказ на дубляж в итоге перешёл на другую студию.

### Озвучивание
- 2018 — Посетите Землю[47] — главный закадровый голос
- 2019 — Котики, вперёд! — Изобретатель (серия «Изменитель»)
- 2019 — Альманах: Психические расстройства
- 2019 — Фиксики против кработов — Альт
- 2020—2021 — Я это уже видел — большая часть мужских ролей
- 2023 — Объяснялкины — отец и дедушка Объяснялкины
- 2023 — Шурик и Шарик — Шарик (3 серия)
- 2024 — Плохой Маскот — Фокки
- 2025 — Чемпионы[48] — Комментатор

## Издания
- Сыендук Дмитрий. Geek Trip: Гик-путеводитель по Санкт-Петербургу. — Комильфо, 2019. — 192 с. — (Комильфо. Разное). — 8000 экз. — ISBN 978-5-91339-857-4.[49]